# 水黄皮素
水黄皮素（也译为水黄皮次素和干华豆晶）是一种有机化合物，分子式C18H12O4，属于黄酮类化合物中的呋喃类黄酮，主要存在于一些诸如水黄皮（Pongamia pinnata）等水黄皮属（Pongamia）植物中。在干花豆（Fordia cauliflora Hemsl）、 疏叶崖豆(Millettia pulchra var. laxior，中药名玉郎伞）等植物中亦发现了此物质，是中药水黄皮和玉郎伞的指标性成分。